# Kim André Lund
Kim André Lund (11 de septiembre de 1990) es un deportista noruego que compite en tiro, en la modalidad de rifle. Ganó una medalla de plata en el Campeonato Mundial de Tiro de 2023, en la prueba de rifle estándar 300 m.

## Palmarés internacional
| Campeonato Mundial | Campeonato Mundial | Campeonato Mundial | Campeonato Mundial   |
| Año                | Lugar              | Medalla            | Prueba               |
| ------------------ | ------------------ | ------------------ | -------------------- |
| 2023               | Bakú (Azerbaiyán)  | Medalla de plata   | Rifle estándar 300 m |